# (7384) 1981 TJ
A (7384) 1981 TJ a Naprendszer kisbolygóövében található aszteroida. Zdeňka Vávrová fedezte fel 1981. október 6-án.